# Hello Rockview
Hello Rockview es el tercer álbum de estudio de la banda de ska punk Less Than Jake. El disco fue lanzado el 6 de octubre de 1998 mediante Capitol Records, que sería su segundo y último trabajo con la banda de Gainesville. A su vez, fue el primer disco de la banda con Pete Anna, el nuevo trombonista que se unió al grupo durante la grabación. Hello Rockview fue lanzado, posteriormente, como un doble álbum junto a Losing Streak en 2000.
El álbum es de los más fuertes, en cuanto a sonido, de la banda e incluye varios de los éxitos más importantes de la banda y canciones clásicas de Less Than Jake como "All My Best Friends are Metal Heads" (apareció en la banda sonora original del videojuego Tony Hawk's Pro Skater 4) o "History of a Boring Town", que pese a que nunca se grabó un videoclip para la canción, ésta recibió una gran atención por los medios radiofónicos, posicionándose en el puesto 39 del Billboard Modern Rock Tracks Chart.
Las ilustraciones de la carátula del disco lograron, también, cierta notoriedad ya que estaban en un poco ortodoxo formato de cómic. El encargado de los dibujos fue Steve Vance (que también ilustraría más tarde la carátula de "The Ghosts of Me and You", del disco Anthem), cuyo estilo de cómic era similar al de Dick Tracy. Cada página del libro interior del disco es una canción separada, con diálogos y pies de foto que comprenden las letras de las canciones.
El álbum cosechó el 80.º lugar de las listas del Billboard.

## Listado de canciones
1. "Last One Out of Liberty City" – 2:01
2. "Help Save the Youth of America from Exploding" – 2:54
3. "All My Best Friends Are Metalheads" – 3:31
4. "Five State Drive" – 2:49
5. "Nervous in the Alley" – 2:54
6. "Motto" – 3:14
7. "History of a Boring Town" – 3:22
8. "Great American Sharpshooter" – 1:28
9. "Danny Says" – 2:51
10. "Big Crash" – 2:43
11. "Theme Song for H Street" – 2:44
12. "Richard Allen George... No, It's Just Cheez" – 1:45
13. "Scott Farcas Takes it on the Chin" – 2:34
14. "Al's War" – 3:04
15. "I Think I Love You" (Japan bonus track) - 2:05

## Créditos
- Chris Demakes - guitarra, cantante
- Roger Manganelli - bajo, cantante
- Vinnie Fiorello - batería, letras
- Buddy Schaub - trombón
- Pete Anna - trombón
- Derron Nuhfer - saxofón barítono

- Howard Benson - teclados adicionales